# Thomas Kukula

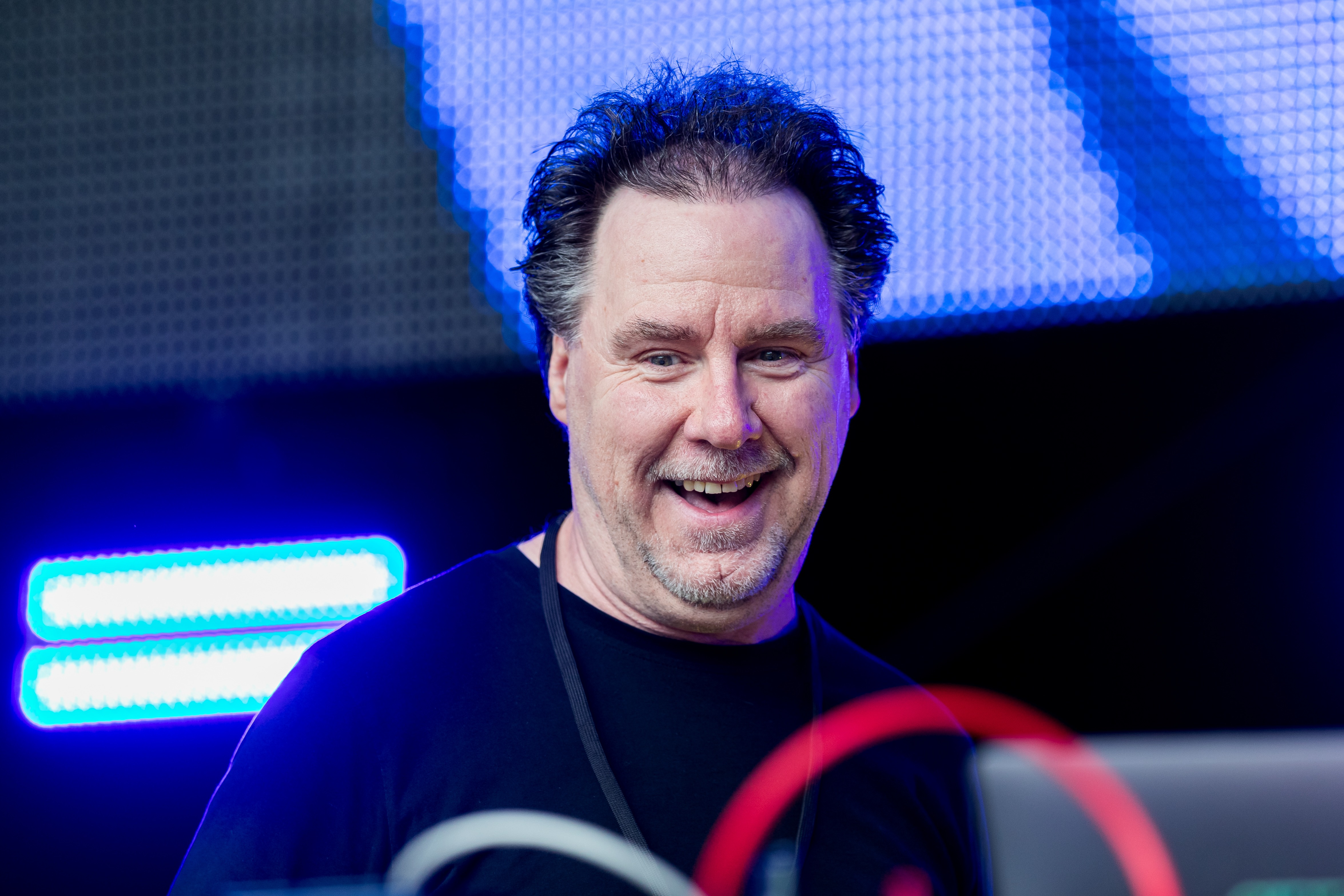
Thomas Kukula bei der Sunshine Live - Die 90er Live on Stage Sommeredition in Weinheim (2023)

Thomas Kukula (* 6. Oktober 1965 in Düsseldorf) ist ein deutscher DJ und Musikproduzent, der vor allem in den 1990er Jahren hauptsächlich unter den Pseudonymen General Base, Candy Beat, T. H. K. und Red 5 Trance und Eurodance produzierte.

## Leben
Kukula begann 1986 in kleineren Düsseldorfer Diskotheken als DJ zu arbeiten, wobei er durch Samplings in der Szene bekannt wurde. Dieses brachte ihm nur zwei Jahre später eine Anstellung in der Discothek Tarm Center in Bochum ein. Wie andere DJs des Tarm Centers begann auch Kukula mit der Produktion eigener Musikstücke. Zunächst gründete er das Projekt General Base.
Die erste Single als General Base erschien 1991 und hieß Mein Gott, es ist voller Sterne. Mit diesem Track prägte Kukula den Stil des Projekts. Kommerziell erfolgreich war sein 1992 veröffentlichtes Album First und die Singles Back Again, Apache (eine Coverversion des Lieds Apache der The Shadows aus dem Jahr 1960), In Trance, Bidi, Bidi – Do You Wanna Dance, Marilyn Monroe und Poison. In die Charts gelangte das zunächst als Instrumental veröffentlichte Lied Poison allerdings erst, nachdem eine von Claudja Barry gesungene Version erschien. 1994 kam das Album First in einer überarbeiteten Fassung, nun mit Poison feat. Claudja Barry, Apache sowie Base of Love, in die Läden. Es folgten weitere Singles, wobei Rhythm & Drums und See You nochmals Dance-Hits wurden.
Während General Base schon unmittelbar in seiner Anfangsphase erfolgreich war, gründete Kukula bereits mit Candy Beat ein weiteres Projekt. Die Singles Sax’y (Dance-Chartplatz 1) und Feel Alright basieren auf dem gleichen Erfolgsrezept wie General Base.
Unter dem Projektnamen T. H. K. erschien die Single France. Es folgten die Projekte DUG, Jason King, Mystify, Space Corp. 1 und White Moon, die aber nicht mehr an den Erfolg von General Base anschließen konnten.
Erst mit dem Projekt Red 5, das ursprünglich nur als Live-Act geplant war, platzierte sich Kukula mit dem Hit Da Beat Goes in den Top 20 der deutschen Charts. Mit I Love You … Stop!, Lift Me Up, For This World / Red 5 Jumps und Da Bass folgten weitere Charthits. Ab 2000 änderte Kukula den Namen in DJ Red 5. Mit der Single Rhythm & Drums 2001 gelang im Jahr 2001 ein letztes Mal der Charteinstieg in Deutschland. Das Lied hatte Kukula bereits knapp 10 Jahre zuvor als General Base und 1996 als DUG veröffentlicht. 2010 folgte eine Neuauflage von Da Beat Goes, die in die Dance-Charts einstieg.
Kukula erstellte auch zahlreiche Remixe, darunter für Moby, Bass Bumpers, Maxx, The Good Men, Sequential One, Sheeva oder United DJs. Bis heute arbeitet er als Musikproduzent und DJ in Mülheim an der Ruhr.

## Diskografie

### Alben
| Jahr | Titel | Höchstplatzierung, Gesamtwochen, AuszeichnungChartplatzierungen (Jahr, Titel, Platzierungen, Wochen, Auszeichnungen, Anmerkungen) | Höchstplatzierung, Gesamtwochen, AuszeichnungChartplatzierungen (Jahr, Titel, Platzierungen, Wochen, Auszeichnungen, Anmerkungen) | Höchstplatzierung, Gesamtwochen, AuszeichnungChartplatzierungen (Jahr, Titel, Platzierungen, Wochen, Auszeichnungen, Anmerkungen) | Höchstplatzierung, Gesamtwochen, AuszeichnungChartplatzierungen (Jahr, Titel, Platzierungen, Wochen, Auszeichnungen, Anmerkungen) | Anmerkungen      |
| Jahr | Titel | DE | AT | CH | UK | Anmerkungen      |
| ---- | ----- | --- | --- | --- | --- | ---------------- |
| 1993 | First | DE82 (5 Wo.)DE | — | — | — | als General Base |

Weitere Alben
- 1994: First (als General Base; Reissue inkl. Poison mit Claudja Barry, Apache und Base of Love)
- 1998: Forces (als Red 5)
- 2010: The Single Hits (als Red 5; Kompilation mit 16 mp3-Files; VÖ: 26. Oktober)

### Singles

#### General Base
| Jahr | Titel Album                           | Höchstplatzierung, Gesamtwochen, AuszeichnungChartplatzierungen (Jahr, Titel, Album, Platzierungen, Wochen, Auszeichnungen, Anmerkungen) | Höchstplatzierung, Gesamtwochen, AuszeichnungChartplatzierungen (Jahr, Titel, Album, Platzierungen, Wochen, Auszeichnungen, Anmerkungen) | Höchstplatzierung, Gesamtwochen, AuszeichnungChartplatzierungen (Jahr, Titel, Album, Platzierungen, Wochen, Auszeichnungen, Anmerkungen) | Höchstplatzierung, Gesamtwochen, AuszeichnungChartplatzierungen (Jahr, Titel, Album, Platzierungen, Wochen, Auszeichnungen, Anmerkungen) | Anmerkungen                     | [↑]: gemeinsam behandelt mit vorhergehendem Eintrag; [←]: in beiden Charts platziert |
| Jahr | Titel Album                           | DE | AT | CH | UK | Anmerkungen                     |                                                                                      |
| ---- | ------------------------------------- | --- | --- | --- | --- | ------------------------------- | ------------------------------------------------------------------------------------ |
| 1994 | Poison First (Reissue)                | DE41 (11 Wo.)DE | — | — | — | feat. Claudja Barry             |                                                                                      |
| 1994 | Base of Love First (Reissue)          | DE22 (16 Wo.)DE | — | — | UK90 (1 Wo.)UK |                                 |                                                                                      |
| 1995 | I See You                             | DE45 (8 Wo.)DE | — | CH34 (3 Wo.)CH | UK94 (1 Wo.)UK |                                 |                                                                                      |
| 1995 | Bidi, Bidi – Do You Wanna Dance First | — | — | —[UK: ↑] | UK94 (1 Wo.)UK | nur in UK B-Seite von I See You |                                                                                      |
| 1996 | Thank U (For Your Love)               | DE98 (1 Wo.)DE | — | — | — |                                 |                                                                                      |
| 1997 | On & On                               | DE100 (1 Wo.)DE | — | — | — |                                 |                                                                                      |

Weitere Singles
- 1991: Mein Gott, es ist voller Sterne (VÖ: 25. November)
- 1992: Back Again
- 1992: In Trance
- 1992: Poison (Instrumental)
- 1992: Peace
- 1992: First
- 1992: Marilyn Monroe
- 1992: Bidi, Bidi - Do You Wanna Dance
- 1993: Deep Down
- 1993: Apache
- 1996: My House
- 2011: Poison 2K11
- 2014: Rhythm & Drums (2 mp3-Files; VÖ: 22. August)
- 2016: Base Of Love (Jim Gryp 2K16 Remix)
- 2018: Rhythm & Drums (The Hitmen Rework)

#### Candy Beat
- 1992: Sax’y
- 1992: Universe
- 1992: Feel Alright
- 1999: Sax’y ’99

#### T. H. K.
- 1992: France
- 1992: Sweet Extasy
- 1993: Feel so Good
- 1995: So Big
- 1995: Something
- 1995: Wonderful so Big
- 1996: Alright Everybody
- 1996: Fluffy Clouds
- 2000: France (Remixes)

#### Mystify
- 1992: I Can’t Wait
- 1992: Come to the Party
- 1992: You Get Down

#### Red 5
| Jahr | Titel Album                         | Höchstplatzierung, Gesamtwochen, AuszeichnungChartplatzierungen (Jahr, Titel, Album, Platzierungen, Wochen, Auszeichnungen, Anmerkungen) | Höchstplatzierung, Gesamtwochen, AuszeichnungChartplatzierungen (Jahr, Titel, Album, Platzierungen, Wochen, Auszeichnungen, Anmerkungen) | Höchstplatzierung, Gesamtwochen, AuszeichnungChartplatzierungen (Jahr, Titel, Album, Platzierungen, Wochen, Auszeichnungen, Anmerkungen) | Höchstplatzierung, Gesamtwochen, AuszeichnungChartplatzierungen (Jahr, Titel, Album, Platzierungen, Wochen, Auszeichnungen, Anmerkungen) | Anmerkungen           |
| Jahr | Titel Album                         | DE | AT | CH | UK | Anmerkungen           |
| ---- | ----------------------------------- | --- | --- | --- | --- | --------------------- |
| 1996 | Da Beat Goes Forces                 | DE19 (21 Wo.)DE | — | CH48 (1 Wo.)CH | — |                       |
| 1997 | I Love You … Stop! Forces           | DE13 (14 Wo.)DE | AT19 (10 Wo.)AT | CH34 (4 Wo.)CH | UK11 (5 Wo.)UK |                       |
| 1997 | Lift Me Up Forces                   | DE28 (10 Wo.)DE | AT30 (6 Wo.)AT | — | UK26 (5 Wo.)UK |                       |
| 1997 | For This World / Red 5 Jumps Forces | DE68 (5 Wo.)DE | — | — | — |                       |
| 1998 | Da Bass                             | DE91 (1 Wo.)DE | — | — | — |                       |
| 2001 | Rhythm & Drums 2001                 | DE55 (7 Wo.)DE | — | — | — | DJ Red 5 vs. DJs@Work |

Weitere Singles
- 1998: Deeper Love
- 1998: Fiesta Fiesta
- 1998: Gimme Luv
- 2000: Que Pasa / Rocking Affair (DJ Red 5)
- 2003: Da Beat Goes – Reanimated – (DJ Red 5 vs. MC Miker G)
- 2004: I Love You Stop – Restarted
- 2010: Da Beat Goes – 2010

#### Sonstige Pseudonyme
Space Corp. 1
- 1993: Deep in Your Soul

DUG
- 1996: Rhythm & Drums

White Moon
- 1997: Lost Words

Jason King
- 2001: The Song (mit Danny Wild)